# ARM Cortex-A7 MPCore
ARM Cortex-A7 MPCore是由安謀控股实现的一款多核ARMv7-A架构32位元微处理器核心，2011年公布。

## 特點
- TrustZone技術
- 8級管道（管线）
- VFPv4 內建浮點單元（每個核心）
- DSP 與 NEON SIMD指令集扩展 (每個核心)
- 硬件虛擬化支持
- Jazelle RCT 針對 JIT
- 整合l-2級緩存控制器, 0-1 MB（每叢集）
- 1.9 DMIPS / MHz